# Harald Lesch

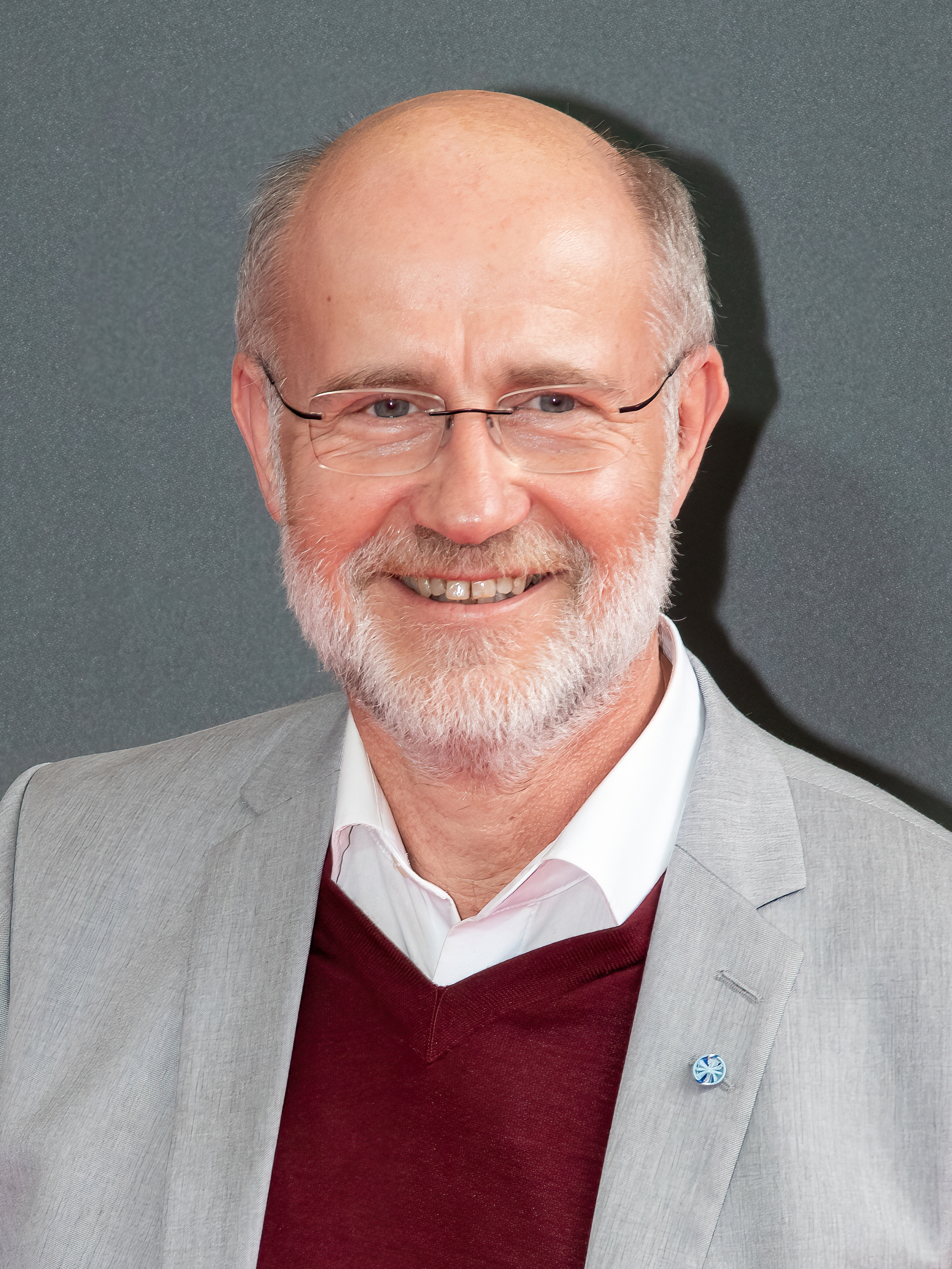
Harald Lesch (2021)

Harald Lesch (* 28. Juli 1960 in Gießen) ist ein deutscher Astrophysiker, Naturphilosoph, Wissenschaftsjournalist, Fernsehmoderator und Hörbuchsprecher. Er ist Professor für Astrophysik an der Ludwig-Maximilians-Universität München und Lehrbeauftragter für Naturphilosophie an der Hochschule für Philosophie München.

## Leben und Wirken

### Kindheit und Ausbildung
Lesch wuchs als Sohn einer Gastwirtsfamilie im Ortsteil Nieder-Ohmen der Gemeinde Mücke in Hessen auf. Sein Vater war Starkstromelektriker. Als Schüler benötigte Lesch Förderunterricht im Fach Mathematik, bis er in der Oberstufe nach einem Fahrradunfall einen Riss der Schädeldecke erlitt. Während des mehrwöchigen Krankenhausaufenthalts begann er darüber nachzudenken, wie faul er bis dahin gewesen sei, und entschloss sich, für die Abiturprüfung mehr zu lernen. Andere Darstellungen, wonach er seit dem Unfall „mathematisch hochbegabt“ sei, wies er zurück.
Nach seinem Abitur 1978 an der Theo-Koch-Schule in Grünberg studierte Lesch Physik und als Nebenfach Philosophie zunächst an der Justus-Liebig-Universität Gießen, dann an der Rheinischen Friedrich-Wilhelms-Universität Bonn, wo er 1984 sein Diplomstudium mit einer Arbeit zum Thema Solar Wind Interaction with the Interstellar Medium (deutsch „Wechselwirkung des Sonnenwindes mit dem interstellaren Medium“) abschloss. Dort wurde er auch 1987 mit einer am Max-Planck-Institut für Radioastronomie (MPIfR) angefertigten Dissertation über Nichtlineare Plasmaprozesse in aktiven galaktischen Kernen zum Dr. rer. nat. promoviert. Zwischen 1988 und 1991 war Lesch Forschungsassistent an der Landessternwarte Heidelberg-Königstuhl. Von 1991 bis 1995 arbeitete er als wissenschaftlicher Mitarbeiter am MPIfR in Bonn. 1992 war Lesch Gastprofessor an der University of Toronto. 1994 habilitierte er sich an der Universität Bonn mit einer Schrift zum Thema Galactic Dynamics and Magnetic Fields (deutsch „Galaktische Dynamik und Magnetfelder“).

### Lehre und Forschung

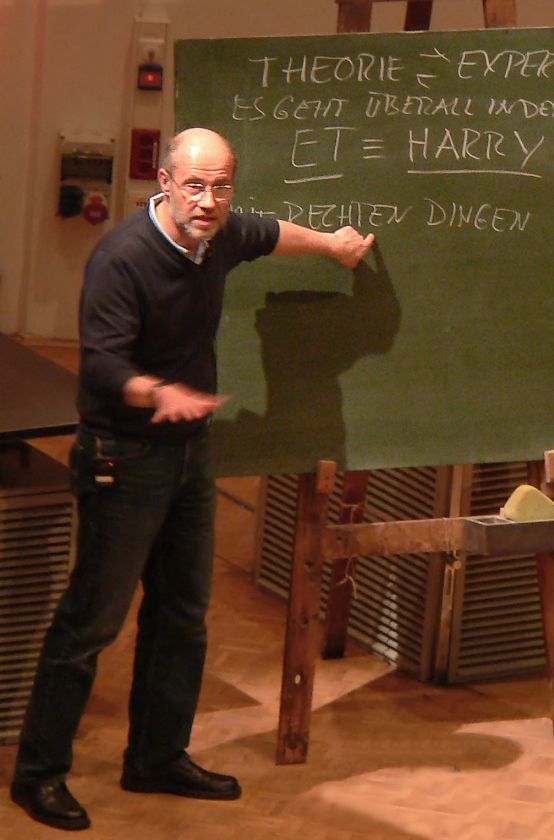
Bei einem Vortrag, an der Tafel sein Spitzname Harry (2010)

Seit 1995 ist Lesch Professor für Astrophysik am Lehrstuhl für Astronomie und Astrophysik – Beobachtende und Experimentelle Astronomie an der Universitätssternwarte der Ludwig-Maximilians-Universität München. Zudem unterrichtet er Naturphilosophie an der Hochschule für Philosophie München. Seine Hauptforschungsgebiete sind kosmische Plasmaphysik, Schwarze Löcher und Neutronensterne. 
Lesch ist Fachgutachter für Astrophysik der Deutschen Forschungsgemeinschaft (DFG) und Mitglied der Astronomischen Gesellschaft. Er verfasste zahlreiche Sachbücher und hatte 2022 laut Scopus einen h-Index von 27.
Zusammen mit unter anderem Josef M. Gaßner, Andreas Müller, Hartmut Zohm betreibt Lesch den YouTube-Kanal Urknall, Weltall und das Leben.

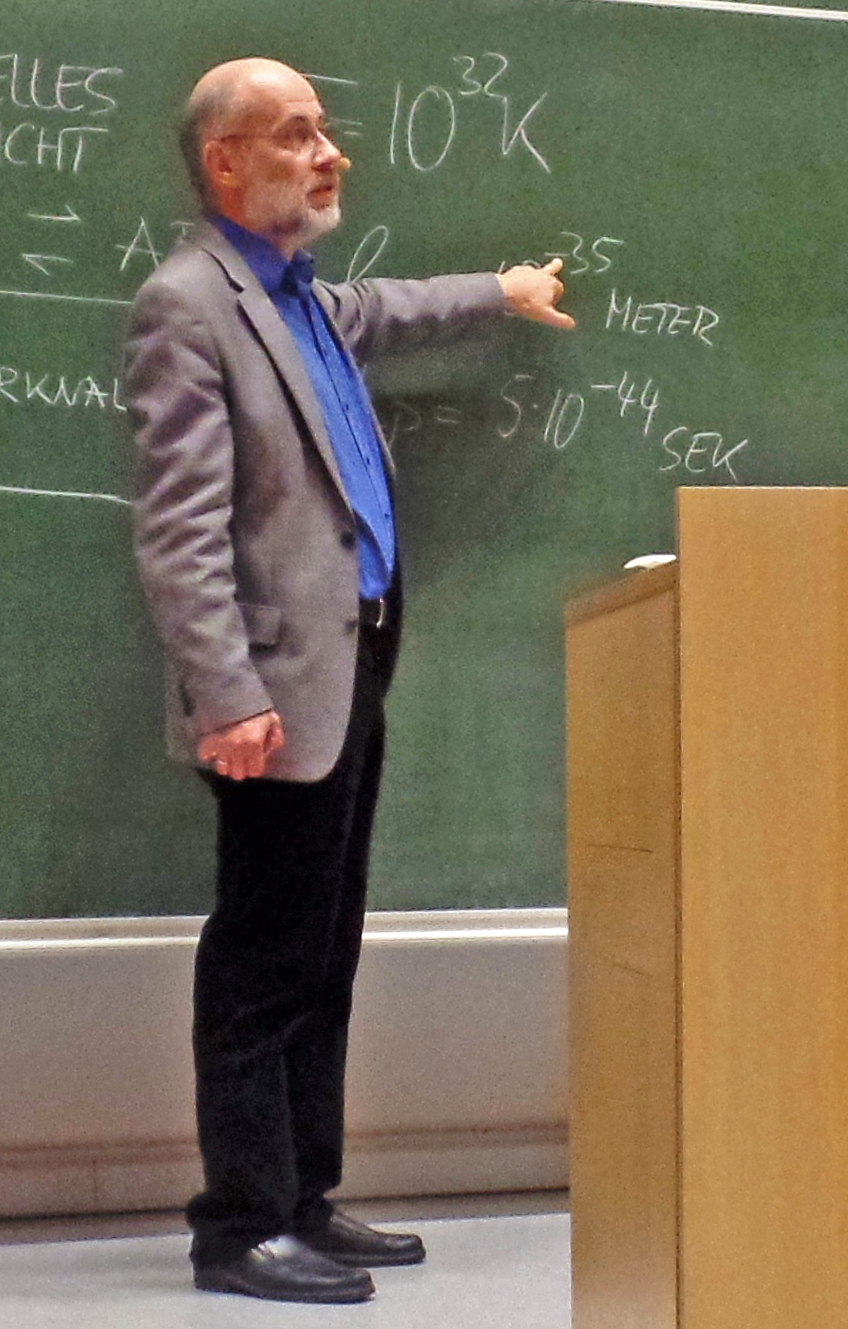
Harald Lesch bei einem Vortrag „Wie das Licht in die Welt kommt“ in Jena (2015)

### Fernsehauftritte
Bekannt ist Lesch vor allem durch seine Fernsehauftritte, zunächst als Moderator der von 1998 bis 2007 ausgestrahlten Sendereihe alpha-Centauri. Daraus entwickelte sich seine Medienpräsenz im Fernsehen und im Radio. Im Rahmen von Vorträgen oder im Zwiegespräch mit einem Gesprächspartner bringt er dabei dem Publikum komplexe wissenschaftliche und philosophische Sachverhalte nahe.
Lesch nahm 1994 zusammen mit Ranga Yogeshwar, Illobrand von Ludwiger und Heinz Rohde an der von Peter Gatter moderierten Live-Talkrunde UFOs: Gibt es sie wirklich? der ARD in Hamburg teil. Auslöser der Diskussion war Rohdes umstrittener Dokumentarfilm UFOs … und es gibt sie doch!. In der Fortsetzung Von UFOs entführt? – Begegnungen der vierten Art aus dem Jahr 1996, ist Lesch als Professor der Universitäts-Sternwarte München zu sehen.

#### BR-alpha
Zu Anfang seiner Medienlaufbahn war Lesch beim Sender BR-alpha tätig, zunächst mit alpha-Centauri (1998–2007), worin er Themen aus dem Bereich der Astrophysik behandelte. Später kamen weitere Produktionen hinzu: in Lesch & Co. (2001–2006) und Denker des Abendlandes (ab 2005) unterhielt er sich mit dem befreundeten Philosophieprofessor Wilhelm Vossenkuhl über philosophische Themen. In Alpha bis Omega (2003–2008) behandelte er im Gespräch mit dem katholischen Theologen Thomas Schwartz Themen im Bereich zwischen Religion und Naturwissenschaften.
Anlässlich des Einsteinjahres 2005 strahlte BR-alpha die achtteilige Reihe Die Physik Albert Einsteins aus. In jeder Folge stellte Lesch eine einzelne wissenschaftliche Erkenntnis von Albert Einstein vor und legte diese in ihrer Bedeutung dar. Ab August 2007 strahlte BR-alpha wöchentlich die 16-teilige Sendung Die 4 Elemente aus, die sich mit der Beschaffenheit der Welt auseinandersetzte und neben dem naturwissenschaftlichen auch den kulturhistorischen Aspekt behandelte. BR-alpha startete 2007 die Serie LeschZug, in der Lesch während der Fahrt in der Münchener U-Bahn seine Meinung zu jeweils einem aktuellen Thema kundtun sollte. Es wurde jedoch nur eine einzige Folge produziert, in dieser sprach er über die Herausforderung des Klimawandels.

#### SciFi
Für den Pay-TV-Spartenkanal SciFi differenzierte Lesch 2006 in der Vortragsserie Star Trek – Science vs. Fiction mit 15 Folgen wissenschaftlich fundierte und fiktive Bestandteile von Star Trek. Von April bis Ende 2007 moderierte Lesch für den Sender wöchentlich die 5-minütige Sendung sci xpert – Leschs Universum, die sich mit Zuschauerfragen über die Realisierbarkeit von Science-Fiction-Konzepten befasste (etwa: Wie realistisch sind die großen Raumschiffe aus Independence Day?), aber auch rein wissenschaftliche Themen betrafen (z. B. Was ist Gravitation?), die in der Tradition von alpha-Centauri behandelt wurden. Insgesamt entstanden 35 Folgen.

#### ZDF und ZDFneo
Ab September 2008 übernahm Lesch als Nachfolger von Joachim Bublath die Moderation der ZDF-Sendung Abenteuer Forschung. Für die Folge Drillen oder Chillen? Der Weg zum Superkind erhielt er 2012 den Bayerischen Fernsehpreis. Die Reihe wurde 2014 in Leschs Kosmos umbenannt (nicht zu verwechseln mit dem gleichnamigen Vorgänger der Serie Frag den Lesch auf ZDFneo).
Zum Start des Internationalen Jahres der Astronomie 2009 moderierte Lesch im ZDF die zweieinhalbstündige Sondersendung Wie das Licht in die Welt kam: die Lange Nacht mit Harald Lesch, in der er – zwischen eingespielten dokumentarischen Filmen – Gespräche mit dem Kabarettisten Christoph Süß, dem Physiker Günther Hasinger und dem Theologen Thomas Schwartz führte.
Seit 2009 führt Lesch – ebenfalls als Nachfolger von Joachim Bublath – durch die Terra-X-Reihe Faszination Universum im ZDF. 2017 präsentierte er die dreiteilige Terra-X-Reihe Der große Anfang. 500 Jahre Reformation. Im Jahr darauf führte er durch die zweiteilige Terra-X-Reihe Ungelöste Fälle der Archäologie.
Von 2010 bis 2017 moderierte Lesch auf ZDFneo die viertelstündige Sendung Leschs Kosmos, die 2013 mit Beginn der zweiten Staffel in Frag den Lesch umbenannt wurde. Dieser Reihe entsprang 2016 der Video-Kanal Terra X Lesch & Co bei YouTube.
Nachdem sich Lesch 2016 mit Aussagen aus dem Wahlprogramm der Partei Alternative für Deutschland (AfD), die die menschengemachte globale Erwärmung leugnen, auseinandergesetzt und diese widerlegt hatte, schrieben ihm AfD-Anhänger Hassmails und beschwerten sich bei der Ludwig-Maximilians-Universität München, an der Lesch als Professor lehrt. Besonders stark attackierten ihn Vertreter von EIKE, einem Verein zur Klimawandelleugnung und zum Kampf gegen Klimaschutz. Lesch reagierte mit einer Terra-X-Folge über die Psychologie des Hasses, in der er die Motivation hinter solchen Angriffen ergründete.
In einem Beitrag für die Terra-X-Reihe kritisierte Lesch 2019 mit Lithium-Ionen-Akkumulatoren betriebene Elektroautos wegen der damit verbundenen Anforderungen an das Stromnetz und einer angeblich schlechten Ökobilanz und forderte eine gleichberechtigte Berücksichtigung der Brennstoffzellen-Technologie. 2022 korrigierte er seine Haltung: der Strombedarf stelle kein Problem dar und aufgrund der auf den ganzen Lebenszyklus gesehenen guten CO2-Bilanz seien Elektroautos rein physikalisch die besten.

### Weiteres
Seit 2014 engagiert sich Harald Lesch zudem im Beirat der Heraeus Bildungsstiftung. Seit Oktober 2015 ist er Mitglied des Bayerischen Klimarats.
2023 kritisierte Harald Lesch das behördliche Vorgehen gegen die Umweltschutzbewegung Letzte Generation mehrfach als ungerechtfertigt und überzogen. Er nahm auch selbst an Demonstrationen teil.

## Privates
Harald Lesch ist seit August 2020 mit der promovierten Astronomin Cecilia Scorza-Lesch (* 1961 in Hamburg) verheiratet. Er hat einen erwachsenen Sohn aus erster Ehe, der als Ingenieur für erneuerbare Energien tätig ist.
Lesch ist nach eigener Aussage „vom Scheitel bis zur Sohle Protestant“. Naturwissenschaft und Religion seien für ihn kein Widerspruch: „Die Welt muss mehr sein als Messbares“. Auf Nachfrage in der Talkshow Johannes B. Kerner, ob Lesch an einen Gott glaube, antwortete er: „Ja, ich persönlich bin sehr davon überzeugt, dass das Universum durchsetzt ist von einem schöpferischen Prinzip.“

## Ehrungen

Harald Lesch bei der Auszeichnung mit dem Deutschen Fernsehpreis (2018)

- 1988: Otto-Hahn-Medaille der Max-Planck-Gesellschaft für seine Dissertation
- 1994: Bennigsen-Foerder-Preis des Landes Nordrhein-Westfalen (75.000 Euro): „Heizung galaktischer Hochgeschwindigkeitswolken durch magnetische Rekonnexion“
- 2004: Preis für Wissenschaftspublizistik der Grüter-Stiftung (10.000 Euro)
- 2005: Communicator-Preis – Wissenschaftspreis der DFG und des Stifterverbandes für die Deutsche Wissenschaft (50.000 Euro): für seine Fernsehauftritte und Publikationen[29]
- 2005: Medaille für naturwissenschaftliche Publizistik der Deutschen Physikalischen Gesellschaft
- 2009: Medaille „Bene Merenti de Astronomia Norimbergensi“ in Gold der Nürnberger Astronomischen Gesellschaft[30]
- 2009: Deutscher IQ-Preis des Vereins Mensa in Deutschland: für die exzellente Moderation verschiedener populärwissenschaftlicher Fernsehsendungen und -beiträge
- 2009: Bruno-H.-Bürgel-Preis
- 2009: Pfeifenraucher des Jahres (Die Laudatio hielt der Musiker Stephan Sulke)
- 2010: Der 1997 entdeckte Asteroid (35357) Haraldlesch wurde im Jahr 2010 nach Harald Lesch benannt[31][32]
- 2011: Ehrenmitglied der Naturforschenden Gesellschaft zu Emden am 15. März 2011: in Anerkennung seiner Verdienste, wissenschaftliche Erkenntnisse einer breiten Öffentlichkeit verständlich zu machen[33]
- 2011: Ehrenmitglied des Physikalischen Vereins Frankfurt am Main[34]
- 2012: Hochschullehrer des Jahres (Deutscher Hochschulverband)[35][36]
- 2012: Bayerischer Fernsehpreis als Moderator der Sendung Abenteuer Forschung: Drillen oder Chillen? Der Weg zum Superkind
- 2012: Urania-Medaille für „außerordentliches Engagement in der Wissenschaftsvermittlung“
- 2016: Bayerische Verfassungsmedaille in Silber[37]
- 2017: Lorenz-Oken-Medaille der Gesellschaft Deutscher Naturforscher und Ärzte (GDNÄ)
- 2018: Deutscher Fernsehpreis in der Kategorie „Bestes Infotainment“
- 2018: Cicero-Rednerpreis
- 2019: Bayerischer Verdienstorden[38]
- 2019: Hanns-Joachim-Friedrichs-Preis[39]
- 2020: Deutscher Fernsehpreis in der Kategorie Bestes Infotainment
- 2020: Bayerischer Buchpreis – Ehrenpreis des Bayerischen Ministerpräsidenten[40]
- 2020: Ehrennadel der Deutschen Physikalischen Gesellschaft[41]
- 2022: Eduard-Rhein-Preis
- 2023: Bundesverdienstkreuz 1. Klasse[42]
- 2023: Deutscher Rednerpreis vom Berufsverband German Speakers Association[43]

- 2024: Bayerischer Maximiliansorden für Wissenschaft und Kunst[44]

## Schriften
- mit Jörn Müller:
  - Big Bang, zweiter Akt. Auf den Spuren des Lebens im All. Bertelsmann, München 2003, ISBN 3-570-00776-6.
  - Kosmologie für helle Köpfe. Die dunklen Seiten des Universums. Goldmann, München 2006, ISBN 3-442-15382-4.
  - Weißt du, wie viel Sterne stehen? Wie das Licht in die Welt kommt. C. Bertelsmann, München 2008, ISBN 978-3-570-01054-9.
  - Sterne. Taschenbuchausgabe von Weißt du, wie viel Sterne stehen? Goldmann, München 2011, ISBN 978-3-442-15643-6.
  - Sternstunden des Universums. Von tanzenden Planeten und kosmischen Rekorden. C. Bertelsmann, München 2011, ISBN 978-3-570-10075-2.
  - Hörbuch: Kosmologie für Fußgänger. Komplett-Media, München/Grünwald 2001, ISBN 3-8312-6067-2.
  - Hörbuch: Sternstunden des Universums. Lagato Verlag e.K., München 2012, ISBN 978-3-942748-22-3.
  - Hörbuch: Sterne. Lagato Verlag e.K., Leipzig 2012, ISBN 978-3-942748-33-9.
  - Kosmologie für Fußgänger. Eine Reise durchs Universum. Aktualisierte u. erweiterte Neuausgabe. Goldmann, München 2014, ISBN 978-3-442-15817-1.
- mit Quot-Team: Physik für die Westentasche. Piper, München und Zürich 2003, ISBN 3-492-04542-1.
  - Quantenmechanik für die Westentasche. Piper, München und Zürich 2007, ISBN 978-3-492-05125-5.
- mit Harald Zaun: Die kürzeste Geschichte allen Lebens. Piper, München 2008, ISBN 978-3-492-05093-7.
- (Hörbuch-CD): Über Gott, den Urknall und den Anfang des Lebens. GALILA Verlag, 2009, ISBN 978-3-902533-20-3.
- mit Friedemann Schrenk (Hörbuch-CD): Über die Evolution des Lebens, der Pflanzen und Tiere. GALILA Verlag, 2010, ISBN 978-3-902533-24-1.
- Der Außerirdische ist auch nur ein Mensch. Unerhört wissenschaftliche Erklärungen. Knaus Verlag, München 2010, ISBN 978-3-8135-0382-1.
- mit Wilhelm Vossenkuhl: Philosophie im Dialog. Komplett-Media, 2011, ISBN 978-3-8312-0382-6.
- mit Gudrun Mebs und Catharina Westphal (Illustrationen):
  - Erzähl mir was vom Himmel und der Erde. cbj, München 2011, ISBN 978-3-570-15290-4.
  - Philosophieren ist wie Kitzeln im Kopf. cbj, München 2013, ISBN 978-3-570-15621-6.
  - Evolution ist, wenn das Leben endlos spielt. cbj, München 2015, ISBN 978-3-570-17079-3.
- mit Josef M. Gaßner: Urknall, Weltall und das Leben. Komplett-Media, 2012, ISBN 978-3-8312-0389-5. Hörbuch: 2014, ISBN 978-3-8312-0409-0.
- mit Thomas Schwartz: Reden über Gott und die Welt. Theologie im Dialog. Komplett-Media, 2013, ISBN 978-3-8312-0396-3.
- (Hrsg.): Die Entdeckung des Higgs-Teilchens. Oder wie das Universum seine Masse bekam. Bertelsmann, München 2013, ISBN 978-3-570-10208-4.
- mit Christian Kummer: Wie das Staunen ins Universum kam. Ein Physiker und ein Biologe über kleine Blumen und große Sterne. Patmos Verlag, 2016, ISBN 978-3-8436-0723-0.
- mit Gudrun Mebs: Mit Mathe kann man immer rechnen. cbj Verlag, 2016, ISBN 978-3-570-17363-3.
- mit Klaus Kamphausen:
  - Die Menschheit schafft sich ab – Die Erde im Griff des Anthropozän. Komplett-Media, 2016, ISBN 978-3-8312-0424-3.
  - Wenn nicht jetzt, wann dann? Handeln für eine Welt, in der wir leben wollen. Penguin Verlag, 2018. ISBN 978-3-328-60021-3.
  - Denkt mit! : wie uns Wissenschaft in Krisenzeiten helfen kann. Penguin Verlag, 2021. ISBN 978-3-328-60221-7.
  - Über dem Orinoco scheint der Mond. Warum wir die Natur des Menschen neu begreifen müssen, um die Welt von morgen zu gestalten. Penguin Verlag, 2022. ISBN 978-3-328-60175-3.
- Kosmologisch: Der Anfang von Allem. Die Entstehung des Himmels. Vom Stein zum Leben. Komplett-Media, 2017, ISBN 978-3-8312-0454-0.
- Universum für Neugierige. Komplett-Media, 2017, ISBN 978-3-8312-0445-8.
- Die Entdeckung der Gravitationswellen: Oder warum die Raumzeit kein Gummituch ist. C. Bertelsmann Verlag, 2017, ISBN 978-3-570-10348-7.
- mit Ursula Forstner:
  - Ein Physiker und eine Philosophin spielen mit der Zeit: Mit einem Vorwort von Karlheinz Geißler. Patmos Verlag, 2019, ISBN 978-3-8436-1125-1.
  - Wie Bildung gelingt. Ein Gespräch. Die Ursachen der Bildungskrise und Impulse für eine Bildungsreform. Argumente für eine wichtige Gesellschaftsdebatte mit den Thesen von Alfred North Whitehead. wbg Theiss in Wissenschaftliche Buchgesellschaft, Februar 2020, ISBN 978-3-8062-4083-2.
- Was hat das Universum mit mir zu tun? Nachrichten vom Rande der erkennbaren Welt. C. Bertelsmann Verlag, Oktober 2019, ISBN 978-3-570-10334-0.
- mit Thomas Schwartz: Unberechenbar. Das Leben ist mehr als eine Gleichung. Herder, 2020, ISBN 978-3-451-39385-3.
- mit Karlheinz Geißler und Jonas Geißler: Alles eine Frage der Zeit: Warum die »Zeit ist Geld«-Logik Mensch und Natur teuer zu stehen kommt. oekom verlag, 2021, ISBN 978-3-96238-248-3.
- mit Christian Holler, Joachim Gaukel und Florian Lesch: Erneuerbare Energien zum Verstehen und Mitreden. C. Bertelsmann Verlag, 2021, ISBN 978-3-570-10458-3.
- mit Harald Zaun: Die unheimliche Stille: Warum schweigen außerirdische Intelligenzen und Superzivilisationen?. Herder Verlag, 2023, ISBN 978-3-451-39278-8.

Sonstiges:
- Nichtlineare Plasmaprozesse in aktiven galaktischen Kernen. Dissertation, Universität Bonn, 1987, DNB 880719311.
- Galaktische Dynamik und Magnetfelder. Habilitationsschrift, Universität Bonn, 1994.
- Sonne. 20 Gedichte aus fünf Kontinenten. Naturwissenschaftliche Einführung und astronomische Formeln von Harald Lesch. Handsatz auf Velin d’Arches Bütten 160 g/m² und Gmund Color 100 g/m², 70 nummerierte und signierte Exemplare, GaragenDruck München. (Keine ISBN und nicht in DNB)